# Шильников, Михаил Михайлович
Михаил Михайлович Шильников (17 августа 1924 — 21 апреля 2009) — командир взвода 1-й стрелковой роты 842-го стрелкового полка младший лейтенант. Герой Советского Союза.

## Биография
Родился 17 августа 1924 года в деревни Горки ныне Клинского района Московской области. Окончил 6 классов. Работал в колхозе.
В апреле 1942 года был призван в Красную Армию. С августа того же года участвовал в боях с захватчиками, в январе 1943 года был ранен. В 1943 году, после госпиталя, окончил курсы младших лейтенантов. Был назначен командиром взвода 842-го стрелкового полка 240-й стрелковой дивизии. Особо отличился в боях за удержании плацдарма на правом берегу реки Днепр.
6 октября 1943 года в бою на северной окраине села Лютеж со взводом отразил 8 контратак противника. Командир взвода грамотно выставил засады и создал круговую оборону, благодаря чему взвод отразил все попытки врага прорваться на наши позиции. В этом бою противники потеряли только убитыми 56 солдат и 3 офицера.
Указом Президиума Верховного Совета СССР от 13 ноября 1943 года за успешное форсирование реки Днепр, прочное закрепление плацдарма на западном берегу реки Днепр и проявленные при этом отвагу и геройство младшему лейтенанту Шильникову Михаилу Михайловичу присвоено звание Героя Советского Союза с вручением ордена Ленина и медали «Золотая Звезда».
В марте 1944 года в Кремле Герою вручили награды родины. В одном из последних боёв был ранен, День Победы встретил в госпитале. С мая 1945 года капитан Шильников — в запасе. Вернулся на родину, работал в колхозе «Авангард», Член ВКП(б)/КПСС с 1946 года.
В 1949 году перешел прядильщиком, затем помощником мастера, на вновь открывшееся на комбинате «Химволокно» капроновом производстве. Все последующие 26 лет его трудовой послевоенной биографии прошли на этом главном клинском предприятии.
Жил в деревне Горки, поселок Майданово Клинского района. Почётный гражданин Клинского района Скончался 21 апреля 2009 года.
Награждён орденами Ленина, Отечественной войны 1-й степени, медалями. В августе 2009 года в деревне Горки на доме, где жил Герой, открыта мемориальная доска.